# خمیس الصبحی
خمیس الصبحی (انگلیسی: Khamis Al-Subhi؛ زادهٔ ۱۹۵۴) تیرانداز اهل عمان است. وی در بازی‌های المپیک تابستانی ۱۹۸۴ شرکت کرده‌است.